# Tony Fiore (hockeista su ghiaccio)
Tony Fiore (Montréal, 7 agosto 1962) è un ex hockeista su ghiaccio e procuratore sportivo canadese naturalizzato italiano, di ruolo attaccante.

## Carriera
Fu scelto dai Boston Bruins all'NHL Entry Draft 1982 all'ottavo giro, 165ª scelta assoluta, ma non ebbe mai occasione di giocare in NHL. Dopo alcuni anni tra IHL (Flint Generals) e AHL (Hershey Bears), si trasferì in Italia, dove giocò per pressoché tutto il resto della carriera. Vestì infatti la maglia di HC Auronzo (1984-1986), Alleghe Hockey (1986-1987), HC Milano Saima (1987-1992, la prima stagione in A2), SG Milano Saima (1993-1995) ed HC Milano 24 (1995-1996).
Ritornò in Nord America solo nell'ultima parte della stagione 1985-1986, quando disputò alcuni incontri coi Baltimore Skipjacks in AHL, e nella stagione 1992-1993, dopo lo scioglimento dell'HC Milano Saima, quando giocò in CHL coi Tulsa Oilers, vincendo il campionato prima di tornare in Serie A col rinato SG Milano Saima.
Dopo il ritiro divenne general manager dell'HC Milano 24, ma già nel gennaio del 1997 venne licenziato a causa dei risultati deludenti. Da allora divenne procuratore sportivo.

## Palmarès

### Club
- Campionato italiano: 1

Milano Saima: 1990-1991
- Central Hockey League: 1

Tulsa Oilers: 1992-1993

### Individuale
- Gary F. Longman Memorial Trophy: 1

1982-1983